# Eichenlaub

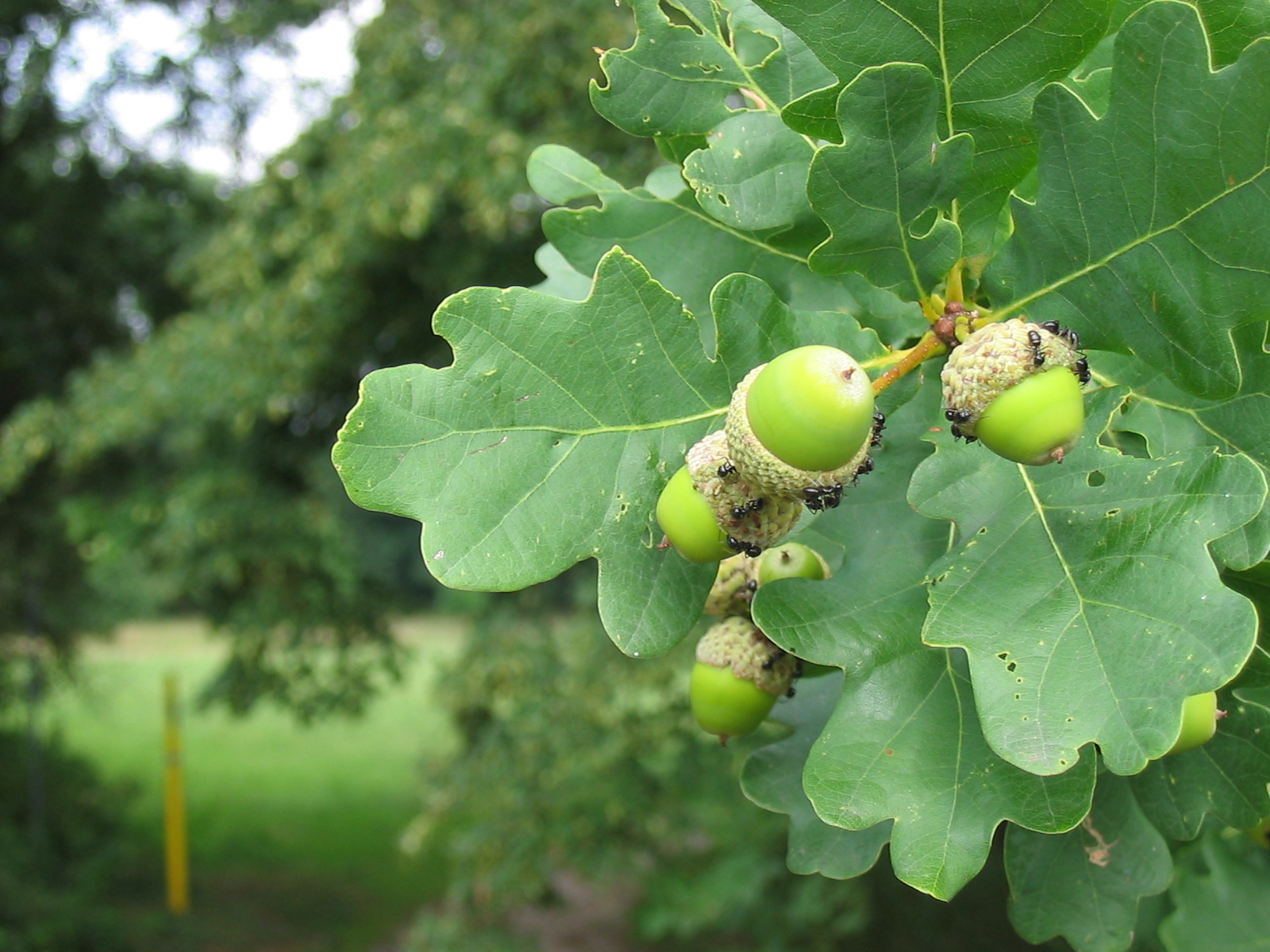
Eichenlaub in der Natur (Stieleiche, Quercus robur)

Das Eichenlaub ist ein politisches und militärisches Symbol sowie eine gemeine Figur in der Heraldik, das den gelappten Laubblättern von in Mittel- und Südeuropa heimischen Eichenarten (häufig der auch „Deutsche Eiche“ genannten Stieleiche) nachempfunden ist. Die Blätter können getrennt oder an einem Zweig angeordnet dargestellt sein. Zeigt das Symbol nur ein einzelnes Blatt, findet sich (speziell in der Heraldik) auch die Bezeichnung Eichenblatt.

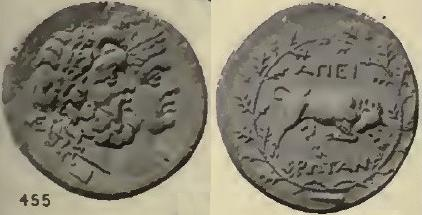
Antike Münze von Epirus. 2.–1. Jahrhundert v. Chr. Zeuskopf trägt eine Krone aus Eichenlaub. Die Rückseite wird von Eichenlaub umsäumt.

## Bedeutung

### Antike
Eichenlaub wurde zuerst in der Antike als Symbol der souveränen Macht und Treue und Solidität verwendet. Bei altgriechischen Münzen des antiken Epirus findet man das Eichenlaub als symbolisches Element, etwa als Randdekoration der Münzen oder auch als Corona des Zeus. Philipp II. von Makedonien trägt als Zeichen seiner Herkunft und königlichen Souveränität einen Goldenen Kranz aus Eichenlaub und Eicheln. Diese Krone ist im Museum an der Grabstätte Philipps II. bei Vergina ausgestellt. Diese wurde zusammen mit seiner Rüstung und Waffen in seiner Grabkammer gefunden. Hierbei muss auch erwähnt werden, dass die Eiche in diesem Gebiet ca. 90 % des Laubwaldes ausmacht.
Auch die Corona civica, eine der höchsten militärischen Auszeichnungen im Römischen Reich, war aus Eichenblättern (lat. quercea).

### Deutschland

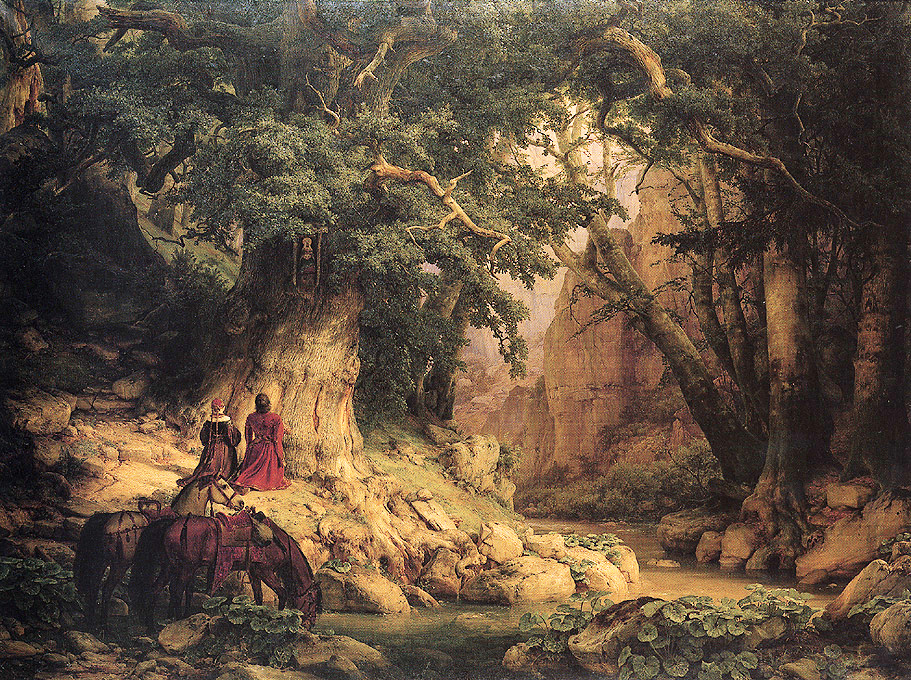
Die Tausendjährige Eiche, romantisches Gemälde von Carl Friedrich Lessing, 1837

Die Eiche zählt schon lange als „deutscher“ Baum. Ihr hartes Holz und das charakteristische, spät fallende Laub machten sie zum Symbol für Unsterblichkeit und Standhaftigkeit. Bereits in der germanischen Mythologie spielte sie offenbar im Rahmen eines Baumkults eine Rolle, wie die Geschichte der Donareiche aus dem 8. Jahrhundert zeigt. Besonders seit der Romantik gilt die Eiche zudem als Symbol der Treue.
Mit der Nationalromantik des 19. Jahrhunderts, mit der Deutschen Revolution 1848/1849 und der Reichsgründung 1871, die das Gefühl nationaler Einheit bestärkten, zog das Eichenlaub in die deutsche Symbolsprache ein. Auf deutschen Programmbildern, Ehrenmalen, Kränzen, Hoheitszeichen und dergleichen dient Eichenlaub in ähnlicher Form wie Zweige des Lorbeerstrauches bzw. der Lorbeerkranz. Die deutsche Nationalallegorie Germania, eine Personifikation der deutschen Nation, wurde regelmäßig mit einer Corona aus Eichenlaub abgebildet.
Aus diesem Grund findet man Eichenlaub oft auf Orden, Symbolen und Münzen, so beispielsweise als Erweiterung des Ordens Pour le Mérite sowie auf dem Eisernen Kreuz. Während des Zweiten Weltkrieges gab es zudem das Ritterkreuz des Eisernen Kreuzes mit Eichenlaub sowie weiteren Erweiterungen (Schwerter, Brillanten und schließlich das – nur einmal verliehene – Goldene Eichenlaub). Seit 1957 ist es Vorschrift, dass Orden aus der Zeit des Nationalsozialismus nur noch ohne das damals – bis auf wenige Ausnahmen – obligatorische Hakenkreuz getragen werden dürfen. Dieses wurde daher beim Eisernen Kreuz sowie dessen Erweiterungsstufen – wie bei den ersten Eisernen Kreuzen aus der Zeit der Befreiungskriege – durch drei Eichenblätter ersetzt.
Bei der Bundeswehr findet man das Eichenlaub in Form eines Kranzes bei diversen Abzeichen (Leistungsabzeichen, Tätigkeitsabzeichen oder dem Schirmspringerabzeichen) wieder. Ein doppeltes Eichenlaubblatt mit Eichel findet man hingegen beim Sonderabzeichen für Einzelkämpferlehrgang. Die Schulterstücke von Stabsoffizieren und Generalen zeigen außerdem einen (bei den Stabsoffizieren silbernen, bei den Generalen goldenen) Kranz von Eichenlaub. Das Barettabzeichen der Jägertruppe ist ein mit stilisierter Umrandung versehenes goldenes Eichenlaub.
Das Hoheitszeichen an den Dienstmützen des Zoll und des Bundesamts für Güterverkehr besteht aus einem Eichenlaubkranz und einer Kokarde.

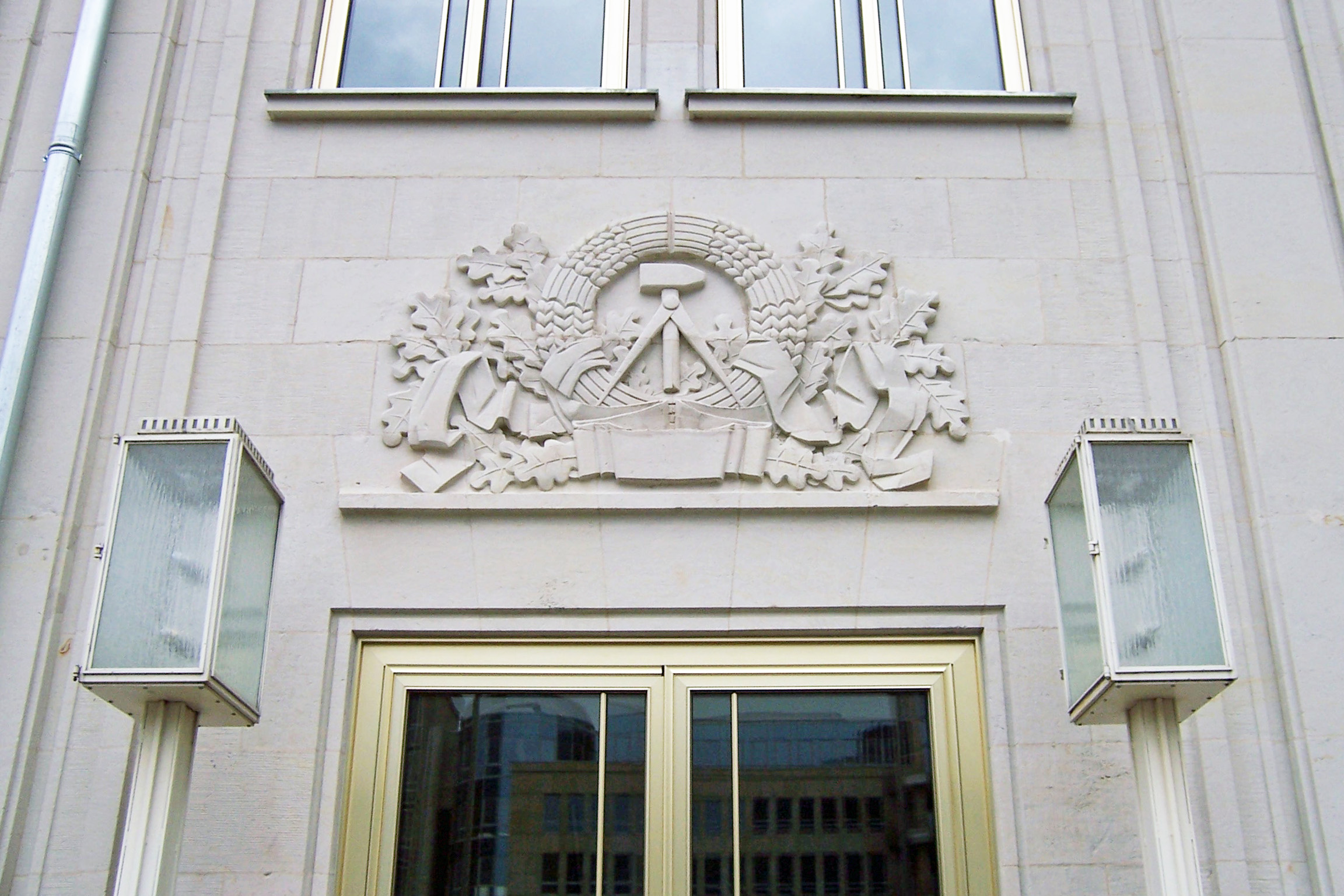
DDR-Wappen mit Eichenlaub am Opernhaus Leipzig
Rückseite 1 Cent, Euro in Deutschland

Das Eichenlaub tauchte außerdem auf dem alten Fünf-DM-Schein und auf DM-Münzen (etwa auf den Pfennigen) und findet sich seit 2001 auch auf den deutschen Euro-Münzen zu ein, zwei und fünf Cent.

### USA
Auch viele Orden und Ehrenzeichen der US-Streitkräfte werden mit bronzenem, silbernem oder goldenem Eichenlaub getragen, um eine mehrmalige Verleihung des gleichen Ordens anzuzeigen. Ein bronzenes Eichenblatt steht also für einen weiteren Orden der gleichen Art. Des Weiteren werden fünf bronzene Eichenblätter durch ein silbernes und fünf silberne durch ein goldenes Eichenblatt ersetzt. So war der ehemalige General Norman Schwarzkopf, Jr. † u. a. Träger des Silver Star mit zweifachem Eichenlaub.
In vielen Streitkräften der Welt, so auch in der US Navy, ist es Tradition, dass sich die Mützenschirme der Offiziere unterscheiden. So tragen in der US Navy Offiziere bis zum Dienstgrad eines Lieutenant Commander einen blanken, schwarzen Mützenschirm, während der der höheren Offiziere (Commander und Captains) durch eine Eichenlaubverzierung umrandet ist. Der Mützenschirm eines Admirals ist durch eine doppelte Verzierung kenntlich gemacht. Diese Verzierung wird umgangssprachlich scrambled eggs (Rührei) genannt.

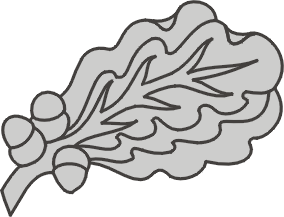
Silbernes Ordens-Eichenlaub
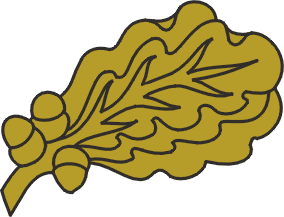
Goldenes Ordens-Eichenlaub
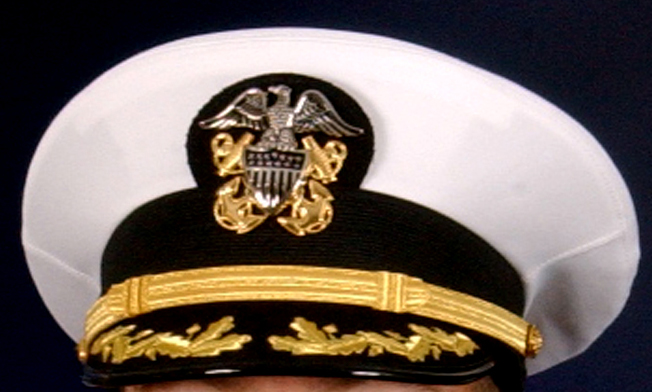
Schirmmütze eines Commanders/Captains
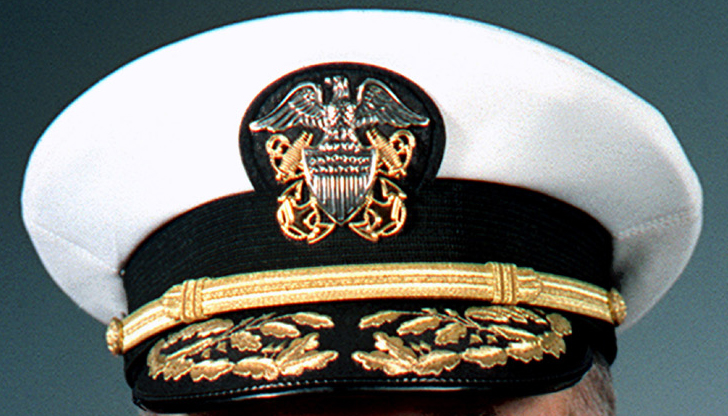
Schirmmütze eines Admirals

## Heraldik
In der Heraldik findet sich Eichenlaub oder das Eichenblatt als gemeine Figur.

Wappen mit Eichenlaub oder Eichenblatt aus Deutschland
Eichenblatt im Wappen: Landkreis Aichach-Friedberg (Bayern)
Aystetten (Bayern) mit Eichel und Spitzeneichenblatt
Wappen von Eichenau (Bayern) mit Eichenblättern und Eicheln
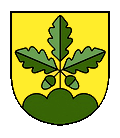
Wappen von Sailauf-Eichenberg (Bayern) redend auf Dreiberg
Wappen von Frestedt (Schleswig-Holstein) mit zwei liegenden Eichenblättern
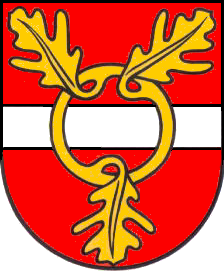
Eichenblätter sprießen aus Ring: Gielde (Niedersachsen)
Wappen von Habach (Bayern) mit Eichenblatt[5]
Wappen von Hüttenberg (Hessen)
Wappen von Laufach (Bayern) mit Eichenblättern am Zweig
Wappen von Lohfelden (Hessen) mit Eichenblättern, göpelförmig
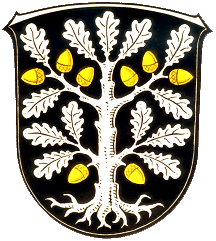
Wappen von Okriftel (Hessen) mit Laub, Eicheln und Wurzel
Wappen von Raisdorf (Schleswig-Holstein) in verwechselten Farben
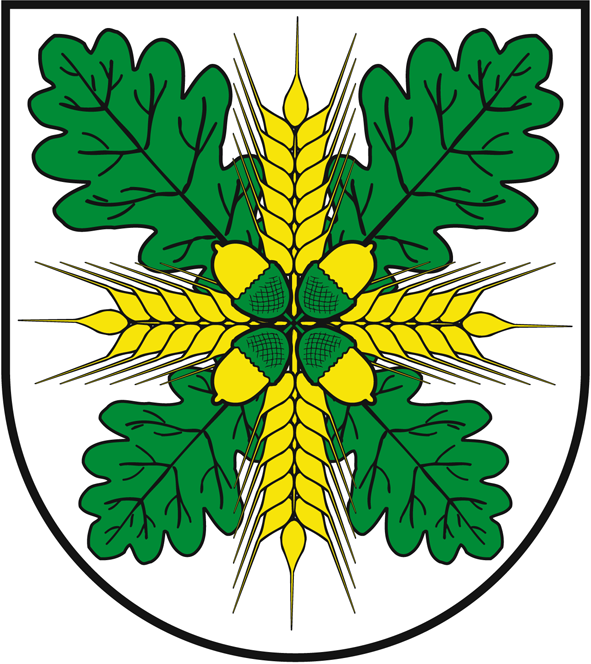
Wappen von Retzau (Sachsen-Anhalt)
Wappen von Timmerlah (Niedersachsen)

Wappen mit Eichenlaub oder Eichenblatt aus weiteren Ländern
Wappen von Chêne-Bourg GE (Schweiz) mit Zweig, Eicheln und angedeuteten Blättern
Wappen von Dubičné (Dubiken, Tschechien) mit Zweig aus Eichenblättern
Wappen von Havanna (Kuba) mit Eichenlaub als Ehrenkranz
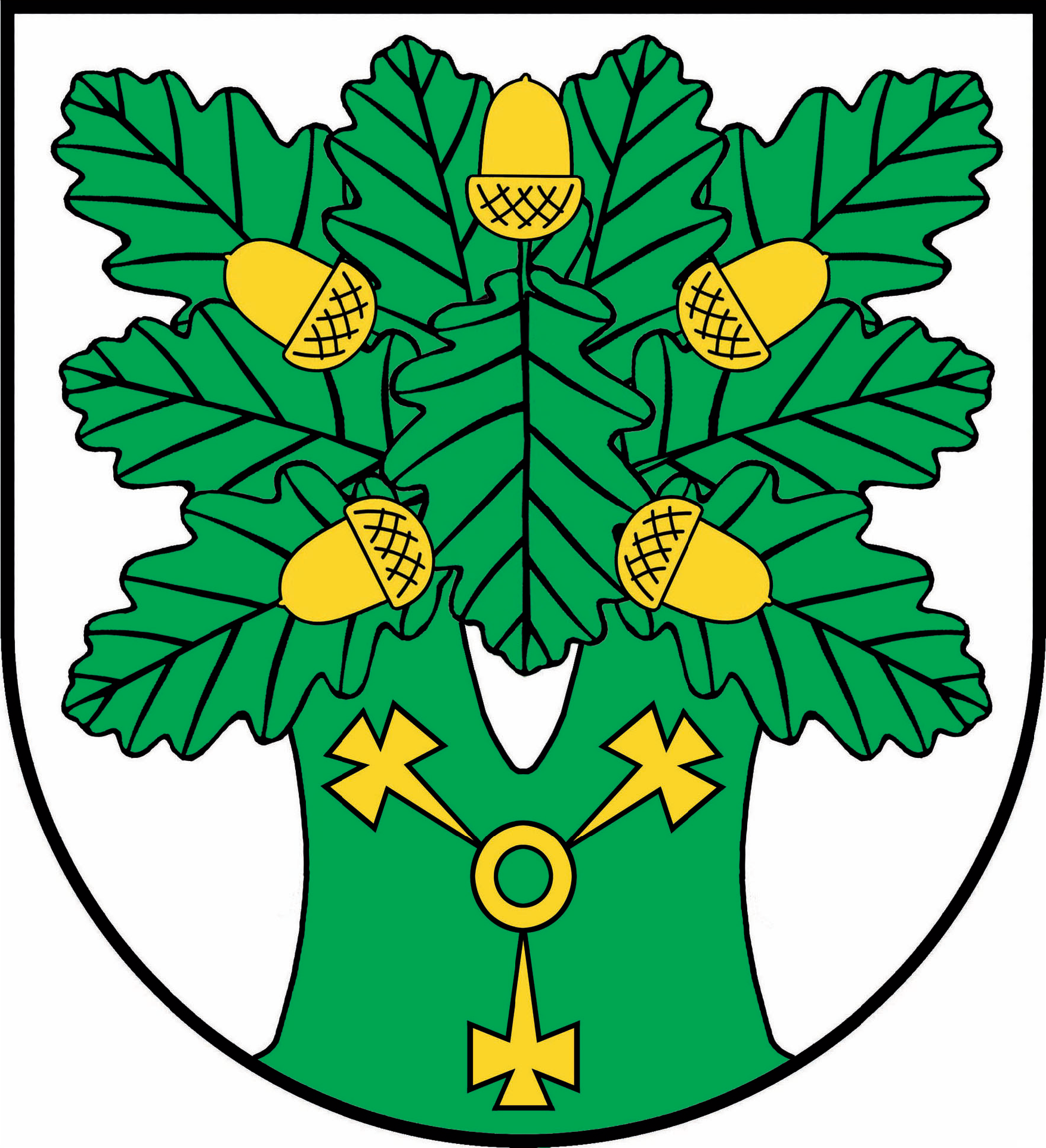
Wappen von Ojrzeń (Powiat Ciechanowski) (Polen) mit Eichenblättern statt Zweigen
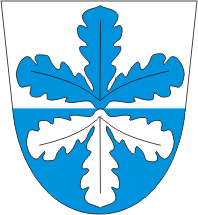
Wappen der ehemaligen Landgemeinde Orissaare (Estland)
Wappen von Tortequesne (Pas-de-Calais, Frankreich) mit Eichenblättern am Stamm
Wappen Perus mit Eichenlaubkrone als Erhöhung sowie Lorbeer- und Palmzweigen als Einfassung